# هلع الشراء

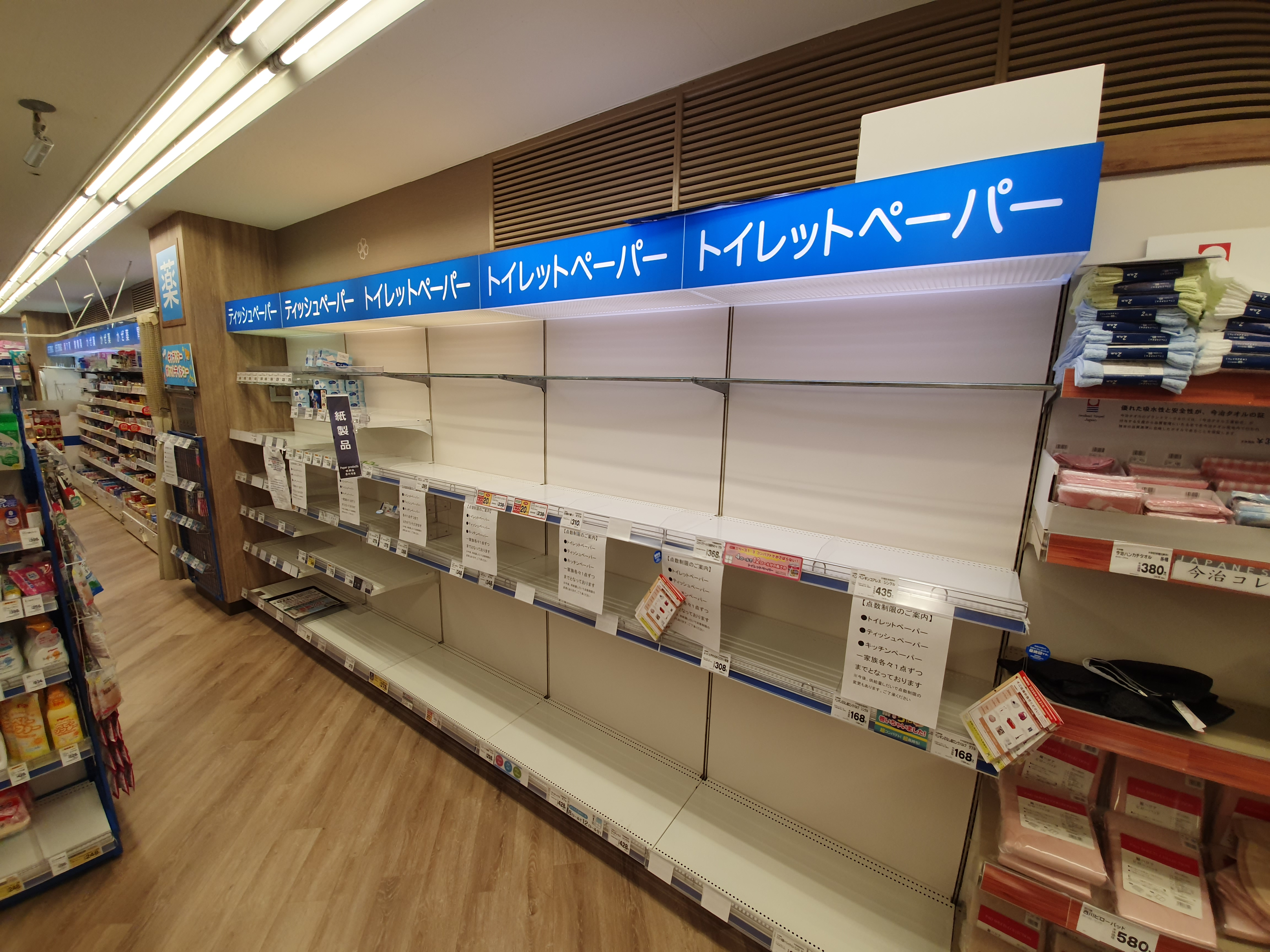
أرفف كانت تحتوي على مناديل حمام أُفرغت تمامًا بسبب تفشي فيروس كورونا.

هلع الشراء أو تكديس المشتريات المرتبط بالخوف، هي عملية شراء كميات كبيرةٍ وبشكلٍ غير طبيعيٍ لمنتجٍ ما تحسبًا لحدوث كارثةٍ ما أوبعد حدوثها أوعند توقع ارتفاع كبيرٍ في أسعار السلع أو حدوث نقص فيها. كما قد يحدث قبل العواصف الثلجية أو الأعاصير أو عند صدور قانون حكومي بحظر منتج ما مثل اللمبات التقليدية غير الموفرة للطاقة. وتُشترى هذه البضائع بكميات كبيرة لتلافي نقصٍ محتملٍ فيها أو من قبيل الشعور بالأمان. وقد ينجم عن هلع الشراء زيادة مفاجئة في تكلفة البضائع. وهذه الظاهرة تختلف عن  نهب المحلات فهي لا تنطوي على أية سرقة أو تخريبٍ متعمدٍ للممتلكات. تعد ظاهرة هلع الشراء محط اهتمام نظرية سلوك المستهلك، وهو حقل واسع لدراسة الاقتصاد الذي يتعلق بإيجاد تفسيرات للأفعال أو السلوكيات الجماعية مثل نوبات شراء موضات الأزياء، وحركات سوق الأوراق المالية، والاعتماد المستمر على البضائع المستهلكة غير المعمرة، وموجات الشراء الجماعية، وتكديس المشتريات، والهلع المصرفي.
ويمكن أن يؤدي هلع الشراء إلى نقصٍ حقيقيٍ في السلع بغض النظر عما إذا كان خطر هذا النقص حقيقيًا أم متوقعًا فهو يرتكز إلى «نوعٌ معروفٌ من  التنبؤ يؤمن الشخص بحدوثه» كما تقول أستاذة العمليات في جامعة كورنيل  كارن جيروترا التي أضافت بأنه «إذا اعتقد الناس جميعًا أن الأشياء ستنفد فسيذهبون لشراءها وبالتالي ستنفد حقًا».

## الوقاية من هلع الشراء
يوصي مسؤولوا التخطيط للطوارئ في الحكومة الناس بالاحتفاظ  بمخزون احتياطي طوال الوقت. وكان الهدف من هذه النصيحة هو تجنب الشراء المفرط أو الشراء في اللحظات الأخيرة والذي يمكن أن يخلف ضغطًا على التزويد أثناء فترات النقص.

## أمثلة على هلع الشراء
لقد حدث هلع الشراء قبل أو أثناء أوعقب الأحداث التالية:
- مجاعة البنغال عام 1943.[بحاجة لمصدر]

- أزمة صواريخ كوبا أدت إلى هلع شراء الأطعمة المعلبة في الولايات المتحدة 1962.[3]

- أزمة النفط عامي 1979-1980 وأدت إلى هلع شراء النفط وبدأت في اليابان.

- دخول منتج كوك الجديد للأسواق عام1985 فقد استثمرت شركة كوكا كولا الكثير من رؤوس الأموال للتسويق للمنتج الجديد كوك الذي جاء لاستبدال الكوكا كولا عام 1985 ردًا على نجاح شركة البيبسي في حرب منتجات الكولا. لقد اشترى كثير من الناس كمياتٍ كبيرةٍ من منتج الكوكا كولا الأصلي قبل نفاده من الأسواق بشكل نهائي.

- أزمة عام 2000 المتعلقة بالغذاء.[4][5]

- احتجاجات عامي 2000 و 2005 في المملكة المتحدة المتعلقة بالنفط.[6]

- موسم الأعاصير في المحيط الأطلسي خاصة  هلع شراء الأطعمة والوقود ومستلزمات أخرى أثناء إعصار كاترينا.

- هلع شراء الأطعمة والمياه بعد انفجار مصنع جيلين للكيماويات في الصين عام 2005.[7]

- حريق بنسفيلد  عام 2005.[8][9]

- نقص عالمي في الأرز عام 2008.

- نقص الذخيرة في الولايات المتحدة بين عامي 2008-2013 لقد كان هلع شراء مالكي الأسلحة للذخيرة والذين كانوا يخشون قوانين الرقابة الصارمة على الأسلحة  أثناء فترة رئاسة باراك أوباما أحد أسباب النقص.[10][11]

- بعد زلزال توهوكو والتسونامي في اليابان عام 2011.

- إضراب سائقي ناقلات النفط المقترح في المملكة المتحدة عام 2012.

- نقص الأسلحة عام 2012 في الولايات المتحدة بعد حادثة إطلاق  النار في مدرسة ساندي هووك الإبتدائية.

- أزمة قطر الدبلوماسية عام 2017.

- في شهري كانون الثاني وشباط من عام 2003 وخلال فترة تفشي وباء السارس حدثت عدة نوبات هلع شراء لمختلف المنتجات شملت (الملح، والأرز، والخل، والزيوت النباتية، والمضادات الحيوية، والكمامات، والعلاجات الصينية التقليدية) في مقاطعة غوانغدونغ الصينية وبعض المناطق المجاورة مثل هاينان وهونغ كونغ.
- في عام 2013 وهو العام الأول من الأزمة الاقتصادية الفنزويلية تولت الحكومة الفنزويلية مؤقتا إدارة شركة آراغوا المصنعة للورق الصحي وذلك لإدارة الإنتاج والتسويق والتوزيع للورق الصحي بعد أشهر من نفاذ مخزون بضائع أساسية منها الورق الصحي والمواد الغذائية كالأرز وزيت الطبخ.و نتيجة للنقص ألقي اللوم على سوء التخطيط  في السياسات الحكومية مثل ضبط أسعار البضائع الأساسية والقيود الصارمة على العملات الأجنبية وتخزين البضائع.

- جائحة فيروس كورونا عامي 2019-2020 وهلع شراء الكمامات والأطعمة والورق الصحي.[12][13] ومعقم الأيدي والكحول. في 5 شباط أفادت بعض الحسابات على تويتر كانت تراقب ظاهرة هلع شراء الورق الصحي أن هناك تكديس جنوني يرتكز إلى الإشاعات المزعجة على الإنترنت في وان تشاي وهونج كونج. أما في أستراليا فقد ضُبِطت عملية توزيع الورق الصحي. وقد ذكرت محطة (السي إن إن) أن ظاهرة هلع شراء الورق الصحي عالمية.